# Amazo
Amazo é um androide fictício da DC Comics criado  por Gardner Fox como vilão da Liga da Justiça. Apareceu pela primeira vez na revista The Brave and the Bold nº 30 (Junho/1960). 

## História
Amazo foi construído pelo insano Professor Ivo, o supercientista, para lutar contra a Liga da Justiça. Ivo desejou demonstrar sua genialidade ao livrar o mundo de sua equipe do super-heróis de "primeira". Amazo foi construído originalmente para imitar os poderes dos membros originais de Liga da Justiça: Superman (Clark Kent), Batman (Bruce Wayne), Mulher-Maravilha (Diana), Lanterna Verde (John Stewart), Mulher-Gavião (Shayera Hol), Flash (Wally West) e Ajax (J'onn J'onzz). 
Entretanto, a historia da fundação do Liga da Justiça  foi mudada varias vezes, e é atualmente incerto colocar este texto como a  origem definitiva do Amazo. Nas versões mais recentes do robô apareceram com habilidades diferentes dependendo de que heróis lutavam e enquanto em outras suas habilidades podiam evoluir simplesmente  encontrando heróis. Uma versão podia imitar os poderes de todo o membro atual de Liga da Justiça, e adicionar poderes novos porque os membros novos apareceram. Esta versão foi derrotada quando o Superman declarou extinta oficialmente a equipe; com nenhum Liga da Justiça  restava, o imitador, Amazo foi temporariamente detido. Amazo, no disfarce de Timazo, assentou bem no inimigo principal do Homem-Hora, o androide quando podia duplicar a metade de habilidades temporais próximas do infinito da manipulação do Homem-Hora. Timazo provavelmente possuiu também os poderes do Aquaman, da Canário Negro(Dinah Lance), do Lanterna Verde (Hal Jordan) e do Ajax, mas não os indicou. As versões subsequentes de Amazo não mostraram alguns de poderes do tempo do Homem-Hora.
Descoberto uma versão de Amazo e destruído recentemente na cidade de Gotham. Faltando um anel e um laço do poder, este robô teve as habilidades pelo menos do Superman, do Flash e do Aquaman. O Batman e o Asa Noturna incapacitaram-no parcialmente com um Batrange explosivo onde danificaram os pés do androide (que impedem que use a velocidade Flash) e os olhos do Amazo destruídos por explosivo plástico quando tentou usar a visão do calor e usou um míssil lançado pelo Batmóvel para terminar o trabalho.   Entretanto, Amazo teve sua cabeça arrancada por Adão Negro (para começar a vingança para aprisioná-lo) e assim foi destruído mas continua a reaparecer.
Não se estabeleceu se ou há um Amazo ou muitos. O incidente com Batman e Asa Noturna  sugere que há múltiplos Amazos , cada um com poderes  diferentes incorporando (embora Amazo duplica tipicamente os poderes dos cinco membros originais de Liga da Justiça  em seu formulário do “defeito”). Isto esclareceria também todas as vezes que diferentes vezes que o androide foi destruído.
Recentemente,  o Professor Ivo voltou atrás do corpo do Tornado Vermelho em 52.
Ivo não somente encontrou o corpo, como ele também colocou o Amazo na CPU (o corpo do Tornado é guiado geralmente por uma mente humana, dependo da natureza do Tornado Campeão).
Uma força Tarefa da Liga da Justiça, contendo Hal Jordan, Canário Negro e um Roy Harper lutando contra um exercito de androides Tornado antes de descobrir que o corpo do Amazo/Tornado agia sobre a vontade de Solomon Grundy que  enviou o hibrido entre  Amazo e Tornado  até a casa do Tornado Vermelho onde foram 
explodidos pela esposa do Tornado Vermelho usando tecnologia de Apokolips. Amazo pensa ser o Tornado  Vermelho e por isso não entende por que sua esposa quer destrui-lo. A Liga da Justiça é enviada para detê-lo. 
Começam  a desmontá-lo, embora ele reaja  a seus  esforço. Roy consegue cancelar seu poderes acertando uma flecha atrás dele onde fica o
Totem de Tantu de Vixen. Vixen corta Amazo ao meio e joga uma bomba nele.

## Poderes e habilidades
Usando suas  “células de absorção ” Amazo podia duplicar os poderes de todo os superseres que ele encontra. Originalmente, poderia somente usar um poder de cada vez e duplicou a força do Superman, a velocidade do Flash, do poder do anel do Lanterna Verde  e do laço mágico da Mulher-Maravilha e entre outros. Na maioria de casos, Amazo possui um formulário do “defeito” que consiste nos poderes dos primeiros cinco membros de Liga da Justiça , capazes de adaptar-se para incorporar outros poderes. Após anos de batalhas contra a Liga da Justiça uma paralisação, recentemente “promoveu” absorvendo a parte de Worlogog de Homem-Hora que lhe deu poderes de viajar do tempo também. 

## Outras versões

### Captain Carrot and His Amazing Zoo Crew!
Captain Carrot and His Amazing Zoo Crew! # 14-15 apresentava a Terra paralela de "Terra-C-Menos", um mundo habitado por super-heróis animais engraçados que eram paralelos ao universo DC convencional. Em Terra-C-Menos existia uma contraparte do personagem Amazo chamada "Amazoo": um composto robótico de uma dúzia de diferentes partes do corpo de animais e habilidades.

### DC Super Friends
Amazo aparece nos quadrinhos de DC Super Friends.

### Injustice 2
Amazo aparece nos quadrinhos de Injustice 2 a partir da realidade da Injustice. Após a queda do Regime do Chanceler Superman, Ivo vendeu Amazo para uma iniciativa terrorista sob o controle de Ra's al Ghul e Solovar.

## Outras mídias

### Televisão
Amazo é destaque nos programas de TV que acontecem no Arrowverse:
- Em Arrow, O Dr. Ivo habitou uma nave chamado Amazo, onde testou experimentos com o soro Mirakuru e torturou seus prisioneiros, incluindo Anatoly Knyazev. A nave foi finalmente assumido por Slade Wilson (que estava enlouquecendo devido ao soro Mirakuru) depois que ele matou seu ex-capitão, "O Carniceiro", e cortou a mão de Ivo. Após a derrota de Slade para Oliver e a morte de Ivo e sua tripulação, o navio naufragou nas costas de Lian Yu.
- O android Amazo, ou A.M.A.Z.O. (Anti-Metahuman Adaptive Zootomic Organism), estreia no crossover Elseworlds. Construído pela Ivo Laboratories para A.R.G.U.S., é capaz de replicar todas as habilidades naturais e habilidades especiais de um indivíduo, como um meta-humano, extraterrestre ou humano comum. Em "Elseworlds, Part 1", A.M.A.Z.O. é acordado quando Oliver (que trocou de vida com Barry em circunstâncias misteriosas e se tornou o Flash) acidentalmente lança um raio perdido nele. Em uma batalha climática, é derrotado por um vírus de computador feito por Cisco Ramon com a ajuda de Superman, Supergirl, Flash e Green Arrow (que, devido à troca, é Barry Allen). A.M.A.Z.O. é trazido de volta por John Deegan enquanto ele reescreve a realidade durante a batalha final do crossover em "Elseworlds, Parte 3", apenas para ser confrontado e derrotado por Brainiac 5 da Terra-38.

### Animação
Amazo fez várias aparições no Universo DC Animad, com a voz de Robert Picardo:
- Amazo aparece no episódio de duas partes de Liga da Justiça ,"Tabula Rasa". Aqui, ele é retratado como um branco cinza como um humanoide, apenas referido como "o androide" (embora um esquema que mostra sua construção seja rotulado com a sigla "A.M.A.Z.O."). Ao contrário de outras encarnações, este Amazo é capaz de acessar qualquer e todas as habilidades replicadas simultaneamente. Além disso, ao obter inicialmente a fraqueza de qualquer alvo e várias falhas de personagem (ou seja, a natureza desfocada e flertante do Flash ou a vulnerabilidade do Superman à kryptonita, respectivamente), ele pode eventualmente se adaptar a essas falhas. Amazo foi encontrado por Luthor que estava procurando o Dr. Ivo depois que uma batalha com a Liga destruiu parte de seu traje de batalha. Ao descobrir a morte de Ivo e as habilidades de Amazo, Luthor usa o androide para roubar os poderes da Liga e as peças necessárias para consertar seu traje. No entanto, após absorver as habilidades do Caçador de Marte, Amazo descobre a verdade, tornando-se uma forma dourada e partindo para o espaço, com a intenção de encontrar um significado em sua existência.
- Amazo aparece nos episódios de Liga da Justiça sem Limites, "The Return" e "Wake the Dead", mais uma vez com a voz de Robert Picardo. Amazo obteve a divindade, tendo demonstrado a habilidade de teletransportar Oa para longe, dando a impressão de que ele o havia destruído. Sua intenção era matar Luthor por usá-lo, passando por todos os membros da Liga da Justiça no processo. No final das contas, ele desiste de sua busca por vingança devido às palavras do Senhor Destino, retornando Oa, e recebe refúgio na Torre do Destino para encontrar seu propósito. Amazo retorna em "Wake the Dead", tentando parar o recém-habilitado e ressuscitado Solomon Grundy. No entanto, não apenas os ataques de Amazo não fazem nada para prejudicar o zumbi, o já perigoso monstro é capaz de drenar parte do imenso poder de Amazo. Amazo percebe que sua presença coloca a Liga em risco e se teletransporta. Amazo é brevemente mencionado durante a parte 3 do final da 2ª temporada, "Panic in the Sky". Luthor revela que criou a Liga para que o Projeto Cadmus pudesse destruí-los. Essa distração permitiria a Lex transferir sua mente para um corpo parecido com o do Amazo, que ele criou com tecnologia de Cadmus roubada. Seus planos são frustrados e Amanda Waller destrói o corpo.
  - Amazo aparece no episódio "Schooled" de Justiça Jovem, com a voz de Peter MacNicol. Depois de replicar os poderes de Canário Negro, Capitão Átomo, Flash, Caçador de Marte, Tornado Vermelho e Superman, a Liga da Justiça foi capaz de derrotar o androide por pouco e desmantelá-lo. Ao transportar as peças para um local seguro, o professor Ivo intercepta os caminhões e consegue remontar seu andróide. Os respectivos companheiros da Liga da Justiça, agora chamados de The Team, perseguiram Ivo e Amazo. Graças à ajuda oportuna de Artemis, a equipe foi capaz de explorar a incapacidade de Amazo de usar mais do que os poderes replicados de um alvo ao mesmo tempo e fazê-lo explodir.
  - Amazo aparece no episódio de Batman: The Brave and the Bold,  "Triunvirato of Terror", com a voz de Roger Rose.
  - Amazo no curta Enter Extremo de DC Nation.
  - Amazo aparece no episódio "Boo-ray for Bizarro", de Justice League Action, com a voz de Thomas Lennon. Além de replicar as habilidades, poderes e ferramentas pessoais de um alvo, ele também é capaz de replicar as proezas mentais de um indivíduo, pois obteve a aguçada intuição do Batman. Ele chega à Torre de Vigia da Liga da Justiça com a intenção de replicar os poderes de cada membro da Liga da Justiça e capturá-los antes de dominar o mundo. Amazo faz uma referência ao professor Ivo, que está morto. Enquanto captura Batman, Flash, Lanterna Verde, Caçador de Marte, Superman e Mulher Maravilha, ele envia um sinal de socorro para todos os outros membros da Liga retornarem à base. Antes que sua armadilha possa ser acionada, Bizarro chega. Querendo entrar para a Liga, Bizarro decide ajudar a impedir Amazo trazendo quem ele afirma ser o "Homem Mais Inteligente da Galáxia", que acaba sendo o Space Cabbie. Enquanto Amazo luta contra Bizarro enquanto replica seus poderes, a mentalidade retrógrada do clone entra em conflito com o processamento de Amazo, acabando por sobrecarregá-lo e deixando Amazo catatônico.

### Filmes
Amazo aparece em Batman: Under the Red Hood, coma voz de Fred Tatasciore. Na história, Batman descreve Amazo como um androide "com a capacidade de absorver os poderes dos super-humanos". No entanto, Amazo não exibe quaisquer outros poderes além da superforça, vôo e visão de calor, o que implica que pelo menos absorveu as habilidades do Superman. Ele tem os mesmos pontos fracos de um ser humano, é danificado pelas microbombas do Batman e sua cabeça é destruída por cargas de C-4.

### Video games
- Amazo aparece em Justice League: Chronicles.
- A Amazon foi mencionada como The Amazon Project em Lego DC Super-Villains, que é o projeto que dá ao personagem customizado do jogador seus poderes e é apelidado de "Rookie".